# Alojzy Moskała
Alojzy Moskała (ur. 1 lipca 1935 w Ochabach, zm. 11 lipca 2025 w Warszawie) – polski rugbysta grający w formacji ataku, siedmiokrotny mistrz kraju, reprezentant Polski.
W latach 1956–1963 związany był z AZS-AWF Warszawa, trzykrotnie zwyciężając w ligowych rozgrywkach (1957, 1958, 1963). Przeszedł następnie do Skry Warszawa, z którą związany był do roku 1968, w tym czasie zdobywając kolejne cztery tytuły mistrzowskie (1964, 1965, 1967, 1968).
Rozegrał dwanaście spotkań dla polskiej reprezentacji debiutując w maju 1959 roku przeciwko Belgii.
Pracował jako nauczyciel wychowania fizycznego w Warszawie, trenował też zespoły młodzieżowe.